# Пут Нара префектуре 1
Пут Нара префектуре 1 је пут Нара префектуре у Јапану, пут број 1, који спаја градове Нара  и Икома, укупне дужине  км.